# Henohenomoheji
 (novembre 2021).
Si vous disposez d'ouvrages ou d'articles de référence ou si vous connaissez des sites web de qualité traitant du thème abordé ici, merci de compléter l'article en donnant les références utiles à sa vérifiabilité et en les liant à la section « Notes et références ».

Henohenomoheji (へのへのもへじ) est le nom donné à la représentation d'un visage que les écoliers japonais s'amusent à dessiner et à poser sur la tête d'un épouvantail. Le visage est formé de sept caractères hiragana : へ (he), の (no), へ (he), の (no), も (mo), へ (he), じ (ji).

Dessin de Henohenomoheji.

Ce visage se dessine dans l'ordre suivant :
1. L'œil droit : へ + の
2. L'œil gauche : へ + の
3. Le nez : も
4. La bouche : へ
5. Le contour : じ

L'oreille gauche est représentée par le dakuten (ou diacritique) du ji en forme de deux petits traits[réf. nécessaire].
C'est en quelque sorte l'équivalent japonais de la tête à Toto.
Il existe également d'autres personnages semblables nommés : Hemehemekutsuji (へめへめくつじ), Heneheneshikoshi (へねへねしこし), Hemehemeshikoji (へめへめしこじ) et Shinishinishinin (しにしにしにん).